# Hempstead (Nueva York)
La ciudad de Hempstead es un pueblo ubicado en el condado de Nassau en el estado estadounidense de Nueva York. En el año 2000 tenía una población de 755.924 habitantes y una densidad poblacional de 2,433.0 personas por km². Hempstead es uno de los tres pueblos del condado, junto con North Hempstead y Oyster Bay, y si fuera incorporado como ciudad se trataría de la 14.ª ciudad más poblada del país y la segunda del estado.

## Geografía
Hempstead se encuentra ubicada en las coordenadas 40°42′17″N 73°37′2″O / 40.70472, -73.61722. Según la Oficina del Censo, la ciudad tiene un área total de 495,5 km² (191,3 mi²), de la cual 310,7 km² (120 mi²) es tierra y 184,8 km² (71,4 mi²) (37.30%) es agua.

## Demografía
Según la Oficina del Censo en 2007 los ingresos medios por hogar en la localidad eran de $84,362, y los ingresos medios por familia eran $96,080. Los hombres tenían unos ingresos medios de $50,818 frente a los $36,334 para las mujeres. La renta per cápita para la localidad era de $28,153. Alrededor del 5.8% de la población estaban por debajo del umbral de pobreza.

### Localidades
El pueblo de Hempstead tiene 22 villas y 37 aldeas:

#### Villas
- Atlantic Beach
- Bellerose
- Cedarhurst
- East Rockaway
- Floral Park (parte; con North Hempstead)
- Freeport
- Garden City (parte; con North Hempstead)
- Hempstead (villa)
- Hewlett Bay Park
- Hewlett Harbor
- Hewlett Neck
- Island Park
- Lawrence
- Lynbrook
- Malverne
- Mineola (casi todo en North Hempstead)
- New Hyde Park (parte; con North Hempstead)
- Rockville Centre
- South Floral Park
- Stewart Manor
- Valley Stream
- Woodsburgh

#### Lugares designados por el censo(aldeas)
- Baldwin
- Baldwin Harbor
- Barnum Island
- Bay Park
- Bellerose Terrace
- Bellmore
- Bethpage[2] (parte; con Oyster Bay)
- East Atlantic Beach
- East Garden City
- East Meadow
- Elmont
- Franklin Square
- Garden City South
- Harbor Isle
- Hewlett
- Inwood
- Lakeview
- Levittown
- Lido Beach
- Malverne Park Oaks
- Merrick
- North Bellmore
- North Lynbrook
- North Merrick
- North Valley Stream
- North Wantagh
- North Woodmere
- Oceanside
- Point Lookout
- Roosevelt
- Salisbury (South Westbury)
- Seaford
- South Hempstead
- South Valley Stream
- Uniondale
- Wantagh
- West Hempstead
- Woodmere